# Citronella smythii
Citronella smythii là một loài thực vật có hoa trong họ Cardiopteridaceae. Loài này được (F.Muell.) R.A.Howard mô tả khoa học đầu tiên năm 1940.